# Bulbophyllum concatenatum
Bulbophyllum concatenatum é uma espécie de orquídea (família Orchidaceae) pertencente ao gênero Bulbophyllum. Foi descrita por Phillip James Cribb e Peter Geoffrey Taylor em 1980.